# ジャニス・E・ヴォス
ジャニス・E・ヴォス（Janice Elaine (Ford) Voss、1956年10月8日 - 2012年2月6日）は、アメリカ合衆国の宇宙飛行士である。

## 教育
1972年にMinnechaug地域高校を卒業。ジョンソン宇宙センターの生活協同組合で働きながら、パデュー大学で工学の学位を取り、1977年にはマサチューセッツ工科大学で修士号を、1987年に同大学で航空学、宇宙航行学の博士号を取得した。

## 工学者としてのキャリア
オービタル・サイエンシズで航空業務のサポートの仕事を行った。

## NASAでのキャリア
1990年に宇宙飛行士の候補に選出され、1993年のSTS-57、1995年のSTS-63、1997年のSTS-83とSTS-94、2000年のSTS-99のミッションに、ミッションスペシャリストとして参加した。
2009年3月に打ち上げられたNASAの探査機ケプラーのサイエンスディレクターを務めた。

## 私生活
かつて結婚していたが、後に離婚した。インディアナ州サウスベンドの生まれだが、彼女自身はイリノイ州ロックフォードを自身の故郷だと考えている。
2012年2月6日、乳がんのために死去。55歳没。